# 川尻石器時代遺跡

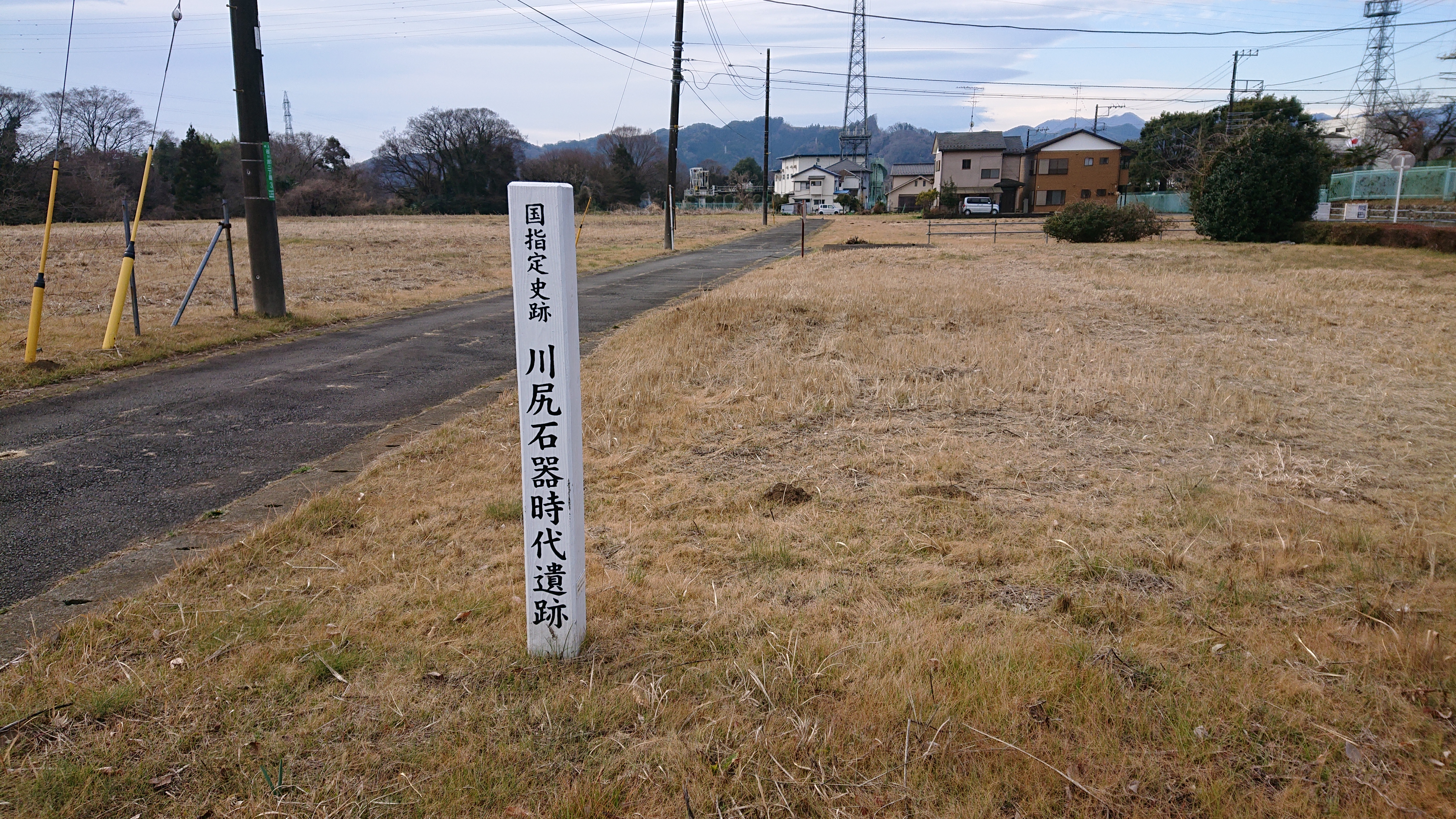
川尻石器時代遺跡

川尻石器時代遺跡（かわしりせっきじだいいせき）は、神奈川県相模原市緑区谷ヶ原にある縄文時代中期～後期（約5500～3500年前）の集落跡を中心とする、旧石器時代から平安時代にかけての複合遺跡。国の史跡に指定されている。

## 概要
相模川が丹沢山系を抜けて相模台地に広がる河岸段丘が始まる地域に位置し、標高は約140m。川尻の名は旧地名（川尻村）に由来している。発見当初は十分に遺跡に関する研究が進んでおらず、石器時代の遺跡と考えられたため名称に「石器時代」遺跡と命名されたが、後に遺跡の大部分は縄文期の遺跡と判明した。遺跡の下層には縄文時代中期の竪穴建物跡、上層には縄文時代後期の敷石建物跡等、合計80軒以上の建物跡が確認されている。
最初の発見時期は不明だが、大正年間には既に豊富な遺物が見つかっており、1929年（昭和4年）縄文時代後期とみられる柄鏡形敷石建物跡1軒が検出され、1931年（昭和6年）7月31日に国の史跡に指定された。その後も範囲を広げながら発掘調査は続き、1989年（平成元年）の調査で、縄文時代中期の竪穴建物46軒、後期の敷石建物跡1軒などが確認され、それまでに知られていなかった古墳時代～平安時代の集落跡や旧石器時代の遺構・遺物も出土した。その後の発掘調査、研究によって遺跡の全容が明らかになったことから、2001年（平成13年）1月29日、2004年（平成16年）9月30日、2006年（平成18年）7月28日に相次いで国の史跡の指定範囲が追加され、遺跡全体の総面積は23,356.62平方メートルにおよんだ。
敷石建物跡やその周辺からは多くの遺物も見つかっており、落とし穴の遺構、打製石斧、石匙、石鏃、石剣、敲石、砥石、石皿、石棒、甕形土器、土偶、土製円盤などが出土している。また、縄文末期の建物群跡では配石遺構や配石墓群が見られるのと合わせて、集落の中央を掘り下げて窪地化した造成の痕跡が見られ、窪地から焼骨が大量に出土するなど、墓や弔いの文化に繋がる特異な縄文文化の変遷を残している。

## 所在地
- 相模原市緑区谷ヶ原2丁目788-2・789-1ほか

## 交通
- JR横浜線、京王相模原線橋本駅から約4.0キロメートル。
  - バス：バス停「橋本駅北口」から「三ケ木」行き、または「橋本駅南口」から「若葉台」行きに乗り、「久保沢」下車。バス停から徒歩5分程度[4][5]。

## 参考画像

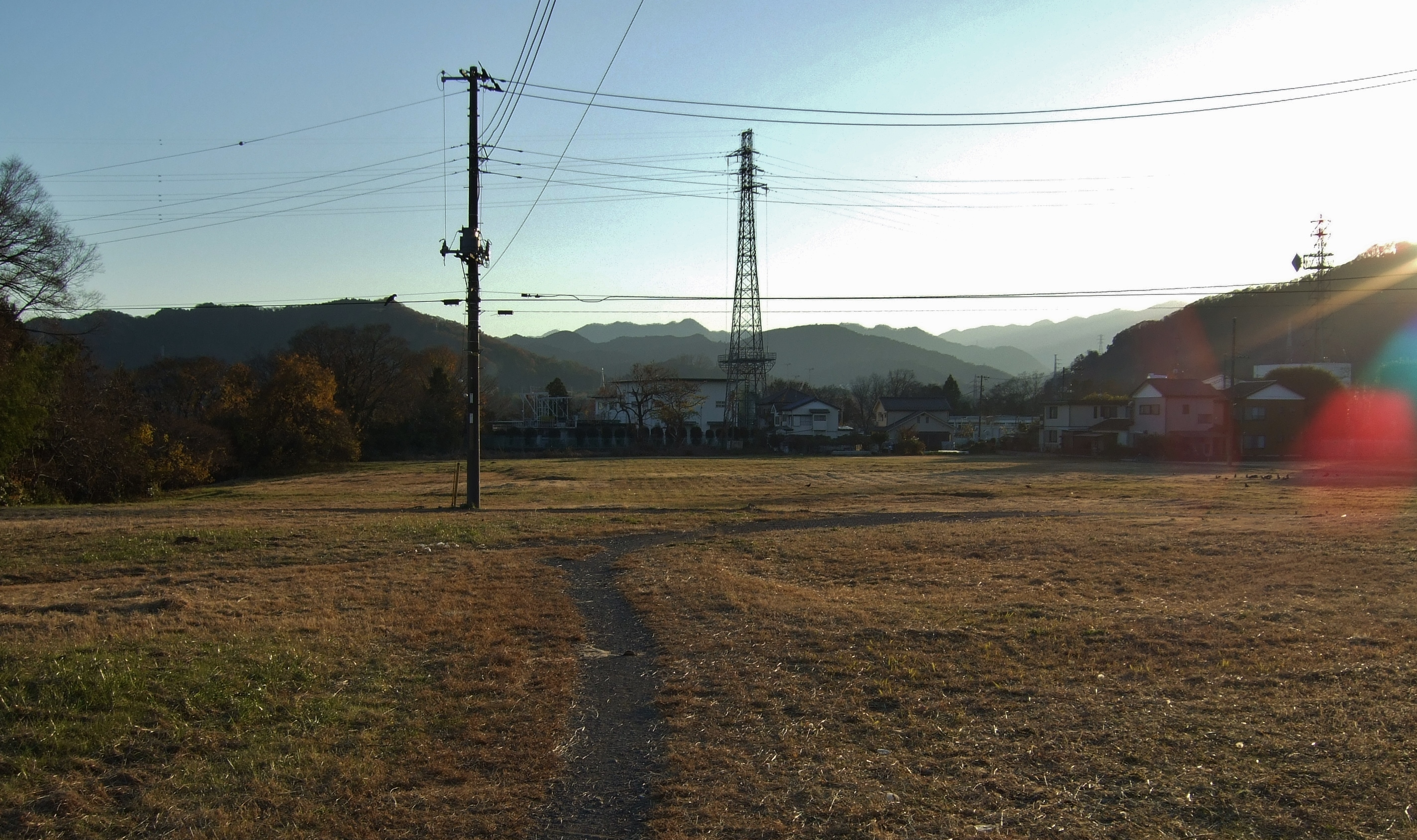
画像1
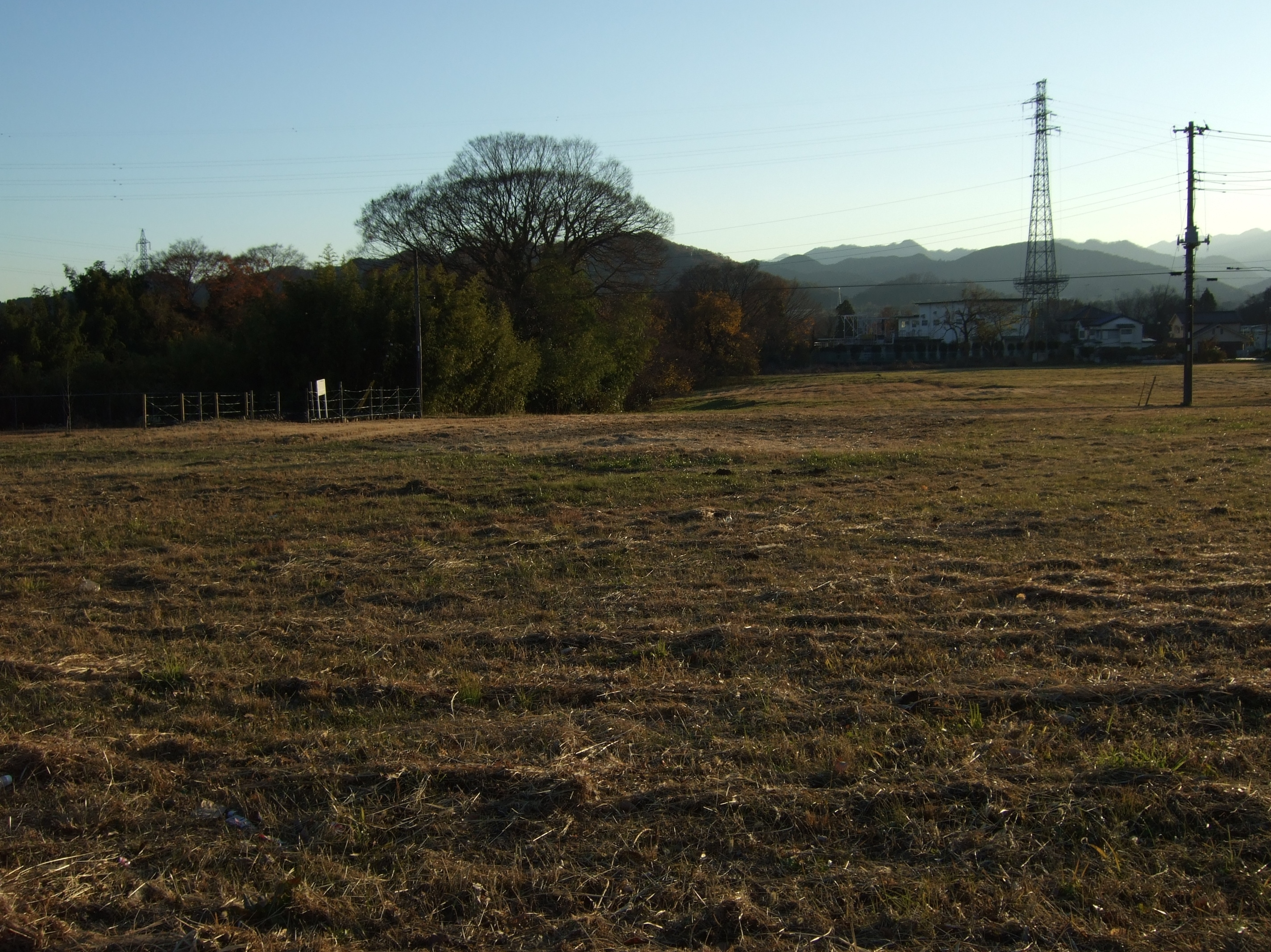
画像2
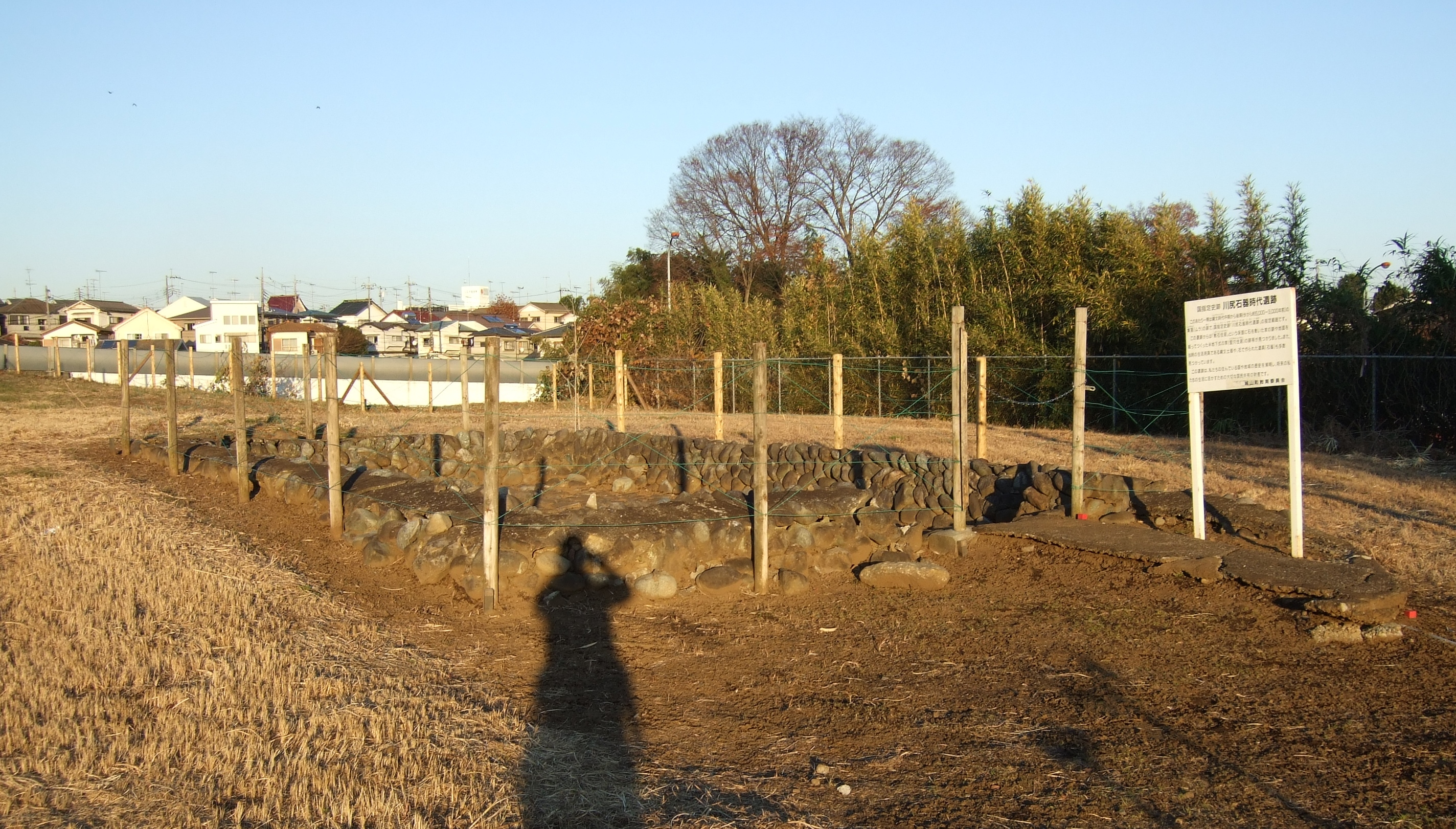
画像3
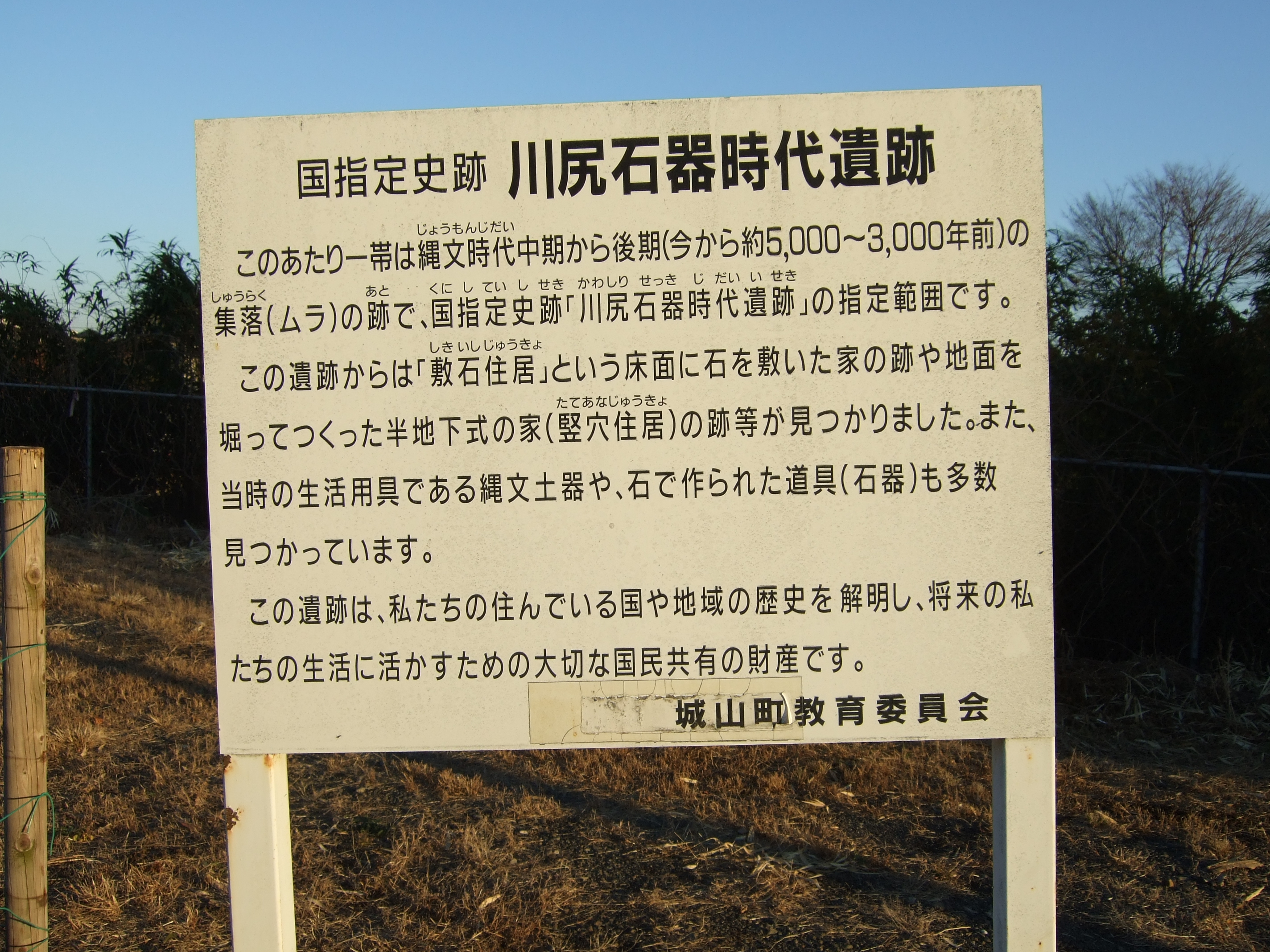
画像4